# Provinz Ostflandern
Ostflandern (niederländisch Oost-Vlaanderenⓘ) ist eine der fünf Provinzen der belgischen Region Flandern. Sie liegt zwischen den Provinzen Westflandern im Westen und Antwerpen und Flämisch-Brabant im Osten. Im Norden grenzt Ostflandern an die niederländische Provinz Zeeland und im Süden an die Provinz Hennegau in Wallonien. Die heutigen Grenzen der Provinz Ostflandern wurden nach der Belgischen Revolution 1831 festgelegt und entsprechen im Wesentlichen dem historischen Département Schelde, das 1794 während der Franzosenzeit aus dem Ostteil der historischen Grafschaft Flandern gebildet wurde.

## Bezirke
Die Provinz Ostflandern ist in sechs Bezirke untergliedert. Diese werden auf Französisch als arrondissements und auf Niederländisch als arrondissementen bezeichnet. Manchmal wird die Bezeichnung Arrondissement auch auf Deutsch verwendet, obwohl Bezirk der amtliche Begriff ist.
| Bezirk              | Gemeinden | Einwohner 1. Januar 2024 | Fläche km² | Dichte Einw./km² | NIS- Code |
| ------------------- | --------- | ------------------------ | ---------- | ---------------- | --------- |
| Aalst               | 10        | 304.838                  | 468,92     | 650              | 41000     |
| Dendermonde         | 10        | 207.562                  | 342,48     | 606              | 42000     |
| Eeklo               | 06        | 89.175                   | 333,83     | 267              | 43000     |
| Gent                | 13        | 578.015                  | 905,80     | 638              | 44000     |
| Oudenaarde          | 10        | 128.081                  | 418,81     | 306              | 45000     |
| Sint-Niklaas        | 07        | 264.331                  | 530,22     | 499              | 46000     |
| Provinz Ostflandern | 56        | 1.572.002                | 3.000,06   | 524              | 40000     |

## Gemeinden
Seit dem 1. Januar 2019 besteht die Provinz Ostflandern aus 60 Gemeinden (Einwohnerzahlen am 1. Januar 2024).
1. Aalst (90.995)
2. Aalter (28.784)
3. Assenede (14.650)
4. Berlare (15.486)
5. Beveren (50.838)
6. Brakel (15.073)
7. Buggenhout (14.957)
8. Deinze (43.264)
9. Denderleeuw (21.056)
10. Dendermonde (47.185)
11. Destelbergen (19.110)
12. Eeklo (22.401)
13. Erpe-Mere (21.013)
14. Evergem (36.860)
15. Gavere (13.311)
16. Gent (269.597)
17. Geraardsbergen (34.999)
18. Haaltert (19.402)
19. Hamme (25.554)
20. Herzele (18.928)
21. Horebeke (2012)
22. Kaprijke (6660)
23. Kluisbergen (6888)
24. Kruibeke (17.072)
25. Kruisem (15.638)
26. Laarne (12.532)
27. Lebbeke (20.059)
28. Lede (19.310)
29. Lierde (6874)
30. Lievegem (26.007)
31. Lochristi (30.744)
32. Lokeren (43.554)
33. Maarkedal (6323)
34. Maldegem (24.744)
35. Merelbeke-Melle (36.773)
36. Nazareth-De Pinte (23.086)
37. Ninove (40.363)
38. Oosterzele (14.062)
39. Oudenaarde (32.702)
40. Ronse (27.356)
41. Sint-Gillis-Waas (20.144)
42. Sint-Laureins (7016)
43. Sint-Lievens-Houtem (10.687)
44. Sint-Martens-Latem (8208)
45. Sint-Niklaas (81.863)
46. Stekene (19.589)
47. Temse (31.271)
48. Waasmunster (11.296)
49. Wetteren (26.960)
50. Wichelen (12.032)
51. Wortegem-Petegem (6552)
52. Zele (21.501)
53. Zelzate (13.704)
54. Zottegem (28.085)
55. Zulte (16.095)
56. Zwalm (8340)

## Politik

### Provinzrat
- Vooruit: 5
- Groen: 4
- VLD: 4
- CD&V: 7
- N-VA: 9
- VB: 7

Nach der Wahl wurde eine Koalition aus NVA, CD&V und Groen eingegangen.
- N-VA: 9
- CD&V: 7
- Groen: 4
- VB: 7
- Vooruit: 5
- VLD: 4

- PVDA: 0
- Vooruit: 44
- Groen: 24
- VLD: 75
- CD&V: 79
- N-VA: 38
- VU: 2
- VB: 50

## Wirtschaft
Im Vergleich mit dem Bruttoinlandsprodukt der Europäischen Union ausgedrückt in Kaufkraftstandards erreicht die Provinz im Jahr 2015 einen Index von 109 (EU-25: 100), etwas niedriger als der belgische Durchschnitt von 119, aber über dem EU-Durchschnitt. Im Jahr 2017 betrug die Arbeitslosenquote 3,4 % und lag damit unter dem nationalen Durchschnitt.